# 30. pehotna divizija (ZDA)
Za druge 30. divizije glejte 30. divizija.
30. pehotna divizija (izvirno angleško 30th Infantry Division) je bila pehotna divizija Kopenske vojske ZDA.

## Zgodovina
Divizija je bila prvotno sestavljena iz prebivalcev Severne in Južne Karoline ter Tennesseeja.